# Piotr Ludwik Borgia
Piotr Ludwik Borgia właśc. Pedro Luis Borgia (ur. zap. 1460 lub 1462 w Rzymie, zm. 14 sierpnia 1488 w Civitavecchii) – książę Gandii, nieślubny syn kardynała Rodriga Borgii, późniejszego papieża Aleksandra VI, z nieznanej matki.

## Życiorys
Na mocy dokumentu papieża Sykstusa IV z 5 listopada 1481 Pedro Luis otrzymał prawa dziecka pochodzącego z małżeństwa, co zdejmowało z niego skazę nieślubnego pochodzenia. Wkrótce Pedro Luis otrzymał od ojca księstwo Gandii wraz z zamkiem w okolicach Walencji, które Rodrigo nabył od króla hiszpańskiego Ferdynanda II Katolickiego. Po przybyciu na dwór króla Ferdynanda młody Pedro Luis uczestniczył w walkach przeciwko muzułmanom w Andaluzji. 3 grudnia 1485 otrzymał tytuł książęcy i został ożeniony lub zaręczony z Marią Enriquez, pochodzącą z rodu książąt Aragonii. Na życzenie ojca powrócił do Włoch, gdzie zmarł nagle. Swoim spadkobiercą uczynił swego przyrodniego brata, Juana.
Pedro Luis Borgia został pochowany w rzymskiej bazylice Najświętszej Maryi Panny Wszystkich Ludzi. Później szczątki księcia przeniesiono do miejscowości Osuna, między Grenadą a Kordobą.